# 레닌 피코타
레닌 피코타(1966년 7월 23일 ~ )는 파나마의 전 야구 선수다. 한국프로야구 최초의 파나마 선수이기도 하다.
한편, 데뷔 첫 해인 2002년 마무리 투수로 가능성을 보여 2003년 전담 마무리 투수로 기대를 모았으나 15세이브를 올리는 도중에 6번 패전을 기록한 끝에 시즌 중 퇴출됐고 이로 인해 송진우가 시즌 막판 마무리로 보직을 변경되었다.

## 같이 보기
- 2002년 한화 이글스 시즌